# Banamba
Banamba város Maliban, a Koulikoro régióban, valamint a róla elnevezett körzet székhelye. Banamba északra fekszik a régió fővárosától, valamint egy 40 km hosszú út köti össze Sirakorola városával, így nagyjából a két település között fekszik  félúton. Lakossága nagyjából 30 000 fő.
Banamba fő etnikai csoportját a bambarák, a szonkikék és a fulák alkotják. A város első lakói szonkikék voltak, de azóta a bambarák kerültek túlsúlyba, emiatt a bambara nyelv az amit mindenki használ. Egyedül a fulák többsége nem használja ezt a nyelvet, akik csak a hétfői piac alkalmából érkeznek a városba. A bambara nyelven kívül még a mór nyelvet használják többen.

## Fordítás
Ez a szócikk részben vagy egészben  a   Banamba című angol Wikipédia-szócikk fordításán alapul.  Az eredeti cikk szerkesztőit annak laptörténete sorolja fel. Ez a jelzés csupán a megfogalmazás eredetét és a szerzői jogokat jelzi, nem szolgál a cikkben szereplő információk forrásmegjelöléseként.